# Gałachy
Gałachy – ulica i część miasta Zakroczym w powiecie nowodworskim województwa mazowieckiego. Ulica Gałachy znajduje się w odległości 1–2 km na wschód od kościoła i rynku zakroczymskiego.
Wieś należała do starostwa zakroczymskiego w 1617 roku

## Z geomorfologii... i literatury
Miejscowość położona nad Wisłą, podobnie jak sam stary Zakroczym, przy wysokiej stromej krawędzi Wysoczyzny Płońskiej. Zbocze doliny Wisły ma tu wysokość przekraczającą 20 m, a wysokość względna na terenie całej miejscowości wynosi ok. 30 m. Wisła, podcinając prawe zbocze w długotrwałym procesie erozji, odsłoniła przekrój przez osady ostatnich kilkaset tysięcy lat dziejów geologicznych. Tu znaleziono glinę będącą osadem najstarszego w Polsce zlodowacenia plejstoceńskiego – zlodowacenia narew. Wysoką skarpę rozcinają wąwozy.
Na Wiśle naprzeciw miejscowości Gałachy od co najmniej kilkuset lat znajdują się kępy. Wspomniał o nich S. Klonowic w poemacie Flis, to jest spuszczanie statków Wisłą (1595), a Z. Gloger stwierdził, że jedna z nich to istniejąca dotąd pod Zakroczymiem kępa Gałachska t.[o] j.[est] do wsi Gałachy należąca.

## Z historii
Zachowała się wzmianka o tej miejscowości z 1477 r.: de Galachi. Nazwa miejscowa Gałachy należy do typu nazw rodowych i pochodzi od nazwy osobowej Gałach.
Była to stara wieś starostwa zakroczymskiego, położona przy przeprawie przez Wisłę, tuż obok Zakroczymia, jednego z najważniejszych grodów Mazowsza. Przeprawa rzeczna czynna była do czasu wybudowania mostów na Wiśle i Narwi.
W końcu XIX w. istniała tu fabryka zapałek.
We wrześniu 1939 r., mimo kapitulacji Warszawy i Modlina, Fort I i cały odcinek przez Gałachy aż do Wisły był zaciekle broniony przez żołnierzy polskich.
W 1990 roku w sąsiedztwie Gałachów oddano do użytku most na Wiśle, wraz z odcinkiem dwujezdniowej drogi szybkiego ruchu. Jest to droga krajowa nr 7 o znaczeniu międzynarodowym E77 Budapeszt – Warszawa – Gdańsk. Przedtem ruch kołowy odbywał się przez Nowy Dwór Mazowiecki.